# معتقد (فیلم ۲۰۱۸)
معتقد (کره‌ای: 독전; لاتین‌نویسی اصلاح‌شده: Dokjeon) یک فیلم اکشن و جنایی محصول سال ۲۰۱۸ سینمای کره جنوبی به کارگردانی لی هه-یونگ است. این یک بازسازی از فیلم نبرد سوداگران، ساخته جانی تو در سال ۲۰۱۳ محسوب می‌شود. همچنین این فیلم آخرین اجرای فیلم بازیگر کیم جو-هیوک را به نمایش می‌گذارد. فیلم در ۲۲ مه ۲۰۱۸ در کره جنوبی اکران شد و نسخه توسعه یافته آن در ۱۸ ژوئیه ۲۰۱۸ در سینما اکران شد.

## داستان
فیلم دربارهٔ کارآگاهی است که در تلاش است تا رئیس بزرگ‌ترین کارتل آسیایی را دستگیر کند.

## تولید
فیلمبرداری اصلی در ۱ ژوئیه آغاز شد و در ۱۶ نوامبر ۲۰۱۷ به پایان رسید.

## بازخوردها
در جمع‌آوری نقد راتن تومیتوز، این فیلم بر اساس ۱۸ نقد، ۸۳٪ تأیید و میانگین امتیاز ۵٫۹ از ۱۰ را دارد. در متاکریتیک بر اساس ۵ منتقد، امتیاز ۵۸ از ۱۰۰ را به این فیلم اختصاص داد که نشان دهنده «بررسی‌های مختلط یا متوسط» است.

### گیشه
بر اساس گزارش شورای فیلم کره، این فیلم در پنج روز از یک میلیون تماشاگر فیلم عبور کرد، و تبدیل به سریعترین فیلم کره‌ای شد که به این نقطه عطف در سال ۲۰۱۸ دست یافت. در مجموع ۱٬۰۰۴٬۵۶۳ نفر تا ۲۶ مه فیلم را دیده بودند. معتقد اولین فیلم کره‌ای بود که در سال ۲۰۱۸ از پنج میلیون نفر مخاطب در سینما گذشت. این فیلم در مجموع ۵٬۰۶۳٬۶۲۰ نفر تا ۲۹ سپتامبر ۲۰۱۸ دیده شد که بسیار بیشتر از نقطه سربه سر خود یعنی ۲٫۸ میلیون پذیرش بود.